# Qaarsut Lufthavn
Qaarsut Lufthavn (IATA: JQA, ICAO: BGUQ) Grønlandske tredje nordligst Lufthavns, beliggende i Qaarsut med en grusbane på 900 m x 30 m. Qaarsut Lufthavn er en lufthavn for byen Uummannaq, som er 21 km. øst for Qaarsut Lufthavn, for at kommer videre til, og fra Uummannaq, kan man flyve 10 min. med BELL 212 helikopter. 
Lufthavnen blev grundlagt i 25 September 1999.
I 2008 var der 11.424 afrejsende passagerer fra flyvepladsen fordelt på 1.184 starter (gennemsnitligt 9,65 passagerer pr. start).
Qaarsut Lufthavn drives af Mittarfeqarfiit, Grønlands Lufthavnsvæsen. Statens Luftfartsvæsen fører tilsyn med flyvepladsen.

## Eksterne links
- AIP fra Statens Luftfartsvæsen